# Bağözü (Dargeçit)
Bağözü (kurd. Tiruva) ist ein kurdisches Dorf im Landkreis Dargeçit der türkischen Provinz Mardin. Es liegt auf etwa 900 m Höhe über dem Meeresspiegel in Südostanatolien, ca. 5 km östlich von Dargeçit.
Der ursprüngliche, kurdische Name der Ortschaft lautet Tirvan. Er bedeutet „Bogenschützen“ und wurde erst nach Gründung der türkischen Republik geändert. 
1990 hatte die Ortschaft 489 Einwohner. Im Jahr 1992 oder 1993 wurde das Dorf im Rahmen der bewaffneten Kämpfe mit der PKK zwangsgeräumt. Ab diesem Zeitpunkt durfte das Dorf ohne Genehmigung nicht mehr betreten werden.
Später kehrten Bewohner zurück; Im Jahr 2011 betrug die Einwohnerzahl 94. Das Dorf verfügt über eine Schule. Einer seiner Weiler (Mezra) heißt Konaklı.
Im Februar 2012 wurden bei staatsanwaltlich angeordneten Grabungen im Dorf Knochenteile und Kleidungsstücke von elf Personen gefunden. Es wird ein Zusammenhang vermutet zu einem Vorfall im Jahre 1995. Damals hatte die Jandarma in der Nähe neun Personen, darunter drei Kinder, festgenommen. Zwei Kinder und die übrigen Erwachsenen verschwanden anschließend spurlos. Auch ein beteiligter Unteroffizier verschwand nach dem Auftauchen der Leiche eines Festgenommenen.